# Вдовиченко Геннадій Анатолійович
Генадій Анатолійович Вдовиченко —  головний тренер Національної паралімпійської збірної команди України з плавання.

## Нагороди
- Орден «За заслуги» III ступеня — 2008 рік[1].
- Орден «За заслуги» II ступеня — 2012 рік[2].
- Заслужений працівник фізичної культури і спорту України — 2016 рік[3].
- Орден «За заслуги» I ступеня — 2021 рік[4].